# Эндоневрий
Эндоневрий (endoneurium) — представляет собой слой тонкой соединительной ткани, состоящей из эндоневральных клеток, покрывающих миелиновые оболочки нервных волокон спинного мозга. Эндоневрий покрывает каждый миелинизированный аксон.
Эндоневрий содержит жидкость с низким содержанием белка, называемую эндоневральной жидкостью. Эндоневральная жидкость в периферической нервной системе подобна спинномозговой жидкости в центральной нервной системе. Таким образом повреждения периферических нервов может быть определены путём выявления повышенного количества эндоневральной жидкости с помощью магнитно-резонансной нейрографии.
Эндоневрий проходит вдоль нервного волокна, но с разрывами, где перегородки проходят внутрь от самого внутреннего слоя периневрия. Он содержит тонкие пучки волокнистой соединительной ткани, в первую очередь коллагена, встроенные в матрицу из основного вещества. Эта структура служит для поддержки капиллярных кровеносных сосудов, расположенных так, чтобы образовывать сеть удлиненных сеток. Подобные структуры возникают вокруг некоторых нервных компонентов в других частях тела, например, вокруг шванновских клеток на периферической стороне переходной зоны слухового нерва.